# Тотожність кол-пут
У фінансовій математиці кол-пут-тотожність — формула, що задає співвідношення ціни кол-опціону і ціни пут-опціону (для опціонів з однаковими параметрами, ціною виконання, волатильністю, базовим активом та ін.). Для того щоб вивести кол-пут-тотожність, потрібно накласти умову, що опціони погашаються тільки коли закінчується їх термін дії (тобто розглядати європейські опціони).

## Виведення

### Припущення
Як і будь-яка тотожність, кол-пут-тотожність також базується на деяких припущеннях. Ці припущення стосуються ринку і по суті вимагають досить ідеального ринкового середовища. Маємо три припущення:
(i) відсоткові стаки сталі і незмінні в часі як для позичальника так і для того хто позичає,

(ii) дивіденди на акції відомі і певні (за такої умови можна без обмеження загальності вважати, що дивіденди взагалі відсутні),

(iii) базовий актив (акція в даному випадку) є високоліквідним і немає ніяких торговильних бар'єрів.

### Міркування
Ми розглянемо опціон на акцію без дивідендів.
Нехай {\displaystyle {\mathcal {O}}} базовий актив (акція). Нехай {\displaystyle T\in \mathbb {R} ^{+}} термін до погашення кол- і пут-опціонів на акцію {\displaystyle {\mathcal {O}}}, а {\displaystyle K\in \mathbb {R} } їх ціна виконання (Страйк),
{\displaystyle S,C,P:[0,T]\to \mathbb {R} } ціни на базову акцію {\displaystyle {\mathcal {O}}}, кол-опціон і пут-опціон відповідно.
Тепер розглянемо два портфоліо:
{\displaystyle \Pi ^{(1)}}: 1 пут-опціон + 1 акція {\displaystyle {\mathcal {O}}}. Вартість цього портфоліо при погашенні дорівнює {\displaystyle \Pi _{T}=\operatorname {max} \{K-S_{T},0\}+S_{T}=\operatorname {max} \{K,S_{T}\}}.
{\displaystyle \Pi ^{(2)}}: 1 кол-опціон + {\displaystyle K} облігацій. Вартість цього портфоліо при погашенні дорівнює {\displaystyle \Pi _{T}=\operatorname {max} \{S_{T}-K,0\}+K=\operatorname {max} \{S_{T},K\}}.
Отже, вартість обидвох портфоліо при погашенні однакова. Тепер, оскільки ринок завжди запобігає арбітражу (без-ризиковому прибутку) вартість цих портфоліо повинна бути однаковою в довільний момент часу до виконання. Інакше, якщо вартості потфоліо відрізняються деякий агент на ринку може купити дешевше портфоліо і продати дорожче, оскільки при погашенні вартості обидвох рівні, то така стратегія без-ризикова і до того ж приносить прибуток (різниця цін між двома портфоліо). Тому для довільного моменту часу {\displaystyle t\in [0,T)} маємо {\displaystyle \Pi _{t}^{(2)}=\Pi _{t}^{(1)}}. Тобто,
{\displaystyle \displaystyle C(t)+K\cdot B(t;T)=P(t)+S(t)\ \ \ \ \ \ \ \ \ \ \ \ \ \ \ \ \ \ \ \ \ \ \ \ \ \ (1)}
Тут {\displaystyle B(t;T)} — вартість облігації, що має бути погашений в час {\displaystyle T}. Ці міркування показують як можна отримати кол-пут-тотожність в інших ситуаціях.

## Кол-пут-тотожність для американських опціонів
Для американських опціонів, коли опціон може бути виконаний у будь-який момент часу до дозрівання, ми маємо підкорегувати вартість облігації {\displaystyle B(t,T)} в рівнянні (1). Кол-пут-тотожність справедлива тільки для європейських опціонів або для опціонів американського типу якщо їх не виконують завчасно.